# Tonfunk

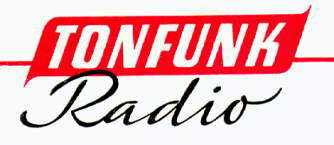
Logo mit einfachen Schriftzeichen der Firma Tonfunk

Tonfunk war ein Hersteller von Rundfunk- und später Fernsehgeräten aus Karlsruhe.

## Geschichte

### Firmengeschichte von 1945 bis 1971
Tonfunk wurde unmittelbar nach dem Zweiten Weltkrieg im Jahre 1945 durch den Techniker Dr. Kurt Lämmchen und den Kaufmann Eugen Benner in Karlsruhe gegründet. 1947 erfolgte dann der Eintrag der Firma ins Handelsregister und die Gründung einer GmbH. Die Firma zog vom Wohnhaus Benners, wo sie bis dahin ansässig war, in die Firmengebäude an der Werderstraße 57. Das erste Serienmodell der Firma Tonfunk wurde das Modell Zauberflöte. Drei Jahre später kamen mit den Modellen Violetta und Meisterklang weitere Produkte hinzu.

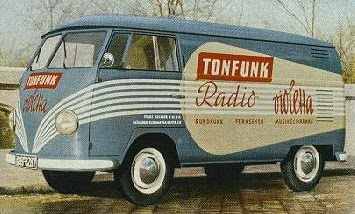
Tonfunk-Lieferwagen

Eine Erweiterung der Radiogeräte war ein zusätzlicher Empfänger für Fernsehton, mit welchem die Tonfunk-Geräte ab 1953 ausgestattet werden konnten. Zwei Jahre später konnte Tonfunk einen Vertrag mit dem Versandhaus Quelle abschließen. Das hatte zur Folge, dass etwa 50 % der Fertigung für den Versandhandel bestimmt waren. Bereits in der Periode 1958/59 erwirtschaftete das Unternehmen einen Umsatz von etwa 35 Millionen D-Mark.
Im Jahre 1964 verkaufte Dr. Kurt Lämmchen seine Anteile an der Firma Tonfunk an Max Grundig. Damit hielt Grundig 51 % der Anteile. Die 100%ige Übernahme durch Grundig erfolgte schließlich zwei Jahre später, nachdem auch Eugen Benner seine Anteile an der Firma veräußerte. Die Fertigung von Radiogeräten wurde in diesem Jahr eingestellt.
In der Folgezeit investierte Grundig zunächst sechs Millionen DM in den Standort und fertigte von nun an auch Fernsehgeräte in Karlsruhe. Bereits im Frühjahr 1967 wurde im damals neuen Gewerbegebiet Killisfeld eine neue Produktionsstätte mit Verwaltungsgebäude und Gleisanschluss eröffnet.
Die Tonfunk GmbH wurde 1971 durch Grundig endgültig aufgelöst.

### Das Grundigwerk
Das Grundigwerk in Karlsruhe stellte ab 1974 auch Farbfernseher her und beschäftigte zwischenzeitlich bis zu 1100 Menschen. Entsprechenden Planungen nach sollte diese Zahl auf bis zu 3000 erhöht werden. Ende der 1970er Jahre kam es allerdings zu einem massiven Preisverfall bei Unterhaltungselektronik. Das bekamen auch Grundig und das Werk in Karlsruhe deutlich zu spüren. Letztlich musste das Werk im Jahre 1981 geschlossen werden. Zu diesem Zeitpunkt arbeiteten im Karlsruher Werk noch etwa 650 Beschäftigte.

## Gegenwart
Die Deutsche Verkehrswacht im Stadt- und Landkreis Karlsruhe betreibt heute das städtische Verkehrsmuseum im ehemaligen Fabrikgebäude in der Werderstraße.